# Polikarpov I-5
Polikarpov I-5 (rusky Поликарпов И-5) byl sovětský jednomotorový jednomístný stíhací vzpěrový dvouplošník smíšené konstrukce z období mezi světovými válkami.

## Vývoj
V roce 1927 připravovala sovětská organizace leteckého průmyslu Aviatrest svou koncepci pro první pětiletku. V září 1927 tato organizace projednala s velitelstvím vojenského letectva taktickotechnické podmínky pro konstrukci stíhacích letounů, které by pak byly v průběhu prvního pětiletého plánovacího období velkosériově vyráběny. Dne 22. června 1928 byly schváleny podklady pro pětiletku leteckého průmyslu, které požadovaly konstrukci moderního stíhacího letounu I-5. Vývoj byl svěřen konstrukční kanceláři Andreje Tupoleva v CAGI. Obdobné zadání obdržela také konstrukční kancelář N. N. Polikarpova, jejíž typ se měl nazývat I-6. Tupolevův konstrukční kolektiv, zabývající se především vývojem těžkých vícemotorových vojenských i civilních letounů, nepřekročil pro zadání I-5 fázi projektu a vývoj vázl.
Práce na I-6 byly u Polikarpova zahájeny v září 1928 a v květnu 1929 byla zahájena stavba dvou prototypů, které byly dokončeny roku 1930. Konstrukční práce však probíhaly bez Polikarpova.
Orgány odpovědné ústřednímu výboru VKS(b) a vládě za letecký vývoj, považovaly vzniklou situaci za kritickou. Jeden prototyp nepřekročil úroveň výkresů hlavních sestav a druhý tak neměl zajištění pro případ nezdaru. Budoucí stíhací letoun I. pětiletky měl být vybrán v soutěži alespoň dvou prototypů. Za této situace bylo rozhodnuto o mimořádném opatření. Polikarpov, Dmitrij Grigorovič a čelní pracovníci jejich konstrukčních kanceláří a dalších organizací leteckého průmyslu, byly soustředěni v 7. hangáru závodu č. 39 „V. R. Menžinského“ v Moskvě. Od prosince 1929 zde pracovali v podmínkách dočasné internace (VT).
Polikarpov zde v rekordně krátké době vypracoval projekt letounu VT-11, následně označeného I-5, kdy již bylo zřejmé, že I-5 Tupoleva nebude realizován. Projekt D. P. Grigoroviče nebyl přijat, proto společně s Polikarpovem následně rozpracovával výkresy hlavních sestav VT-11, aby byl stroj hotov v co nejkratší době.

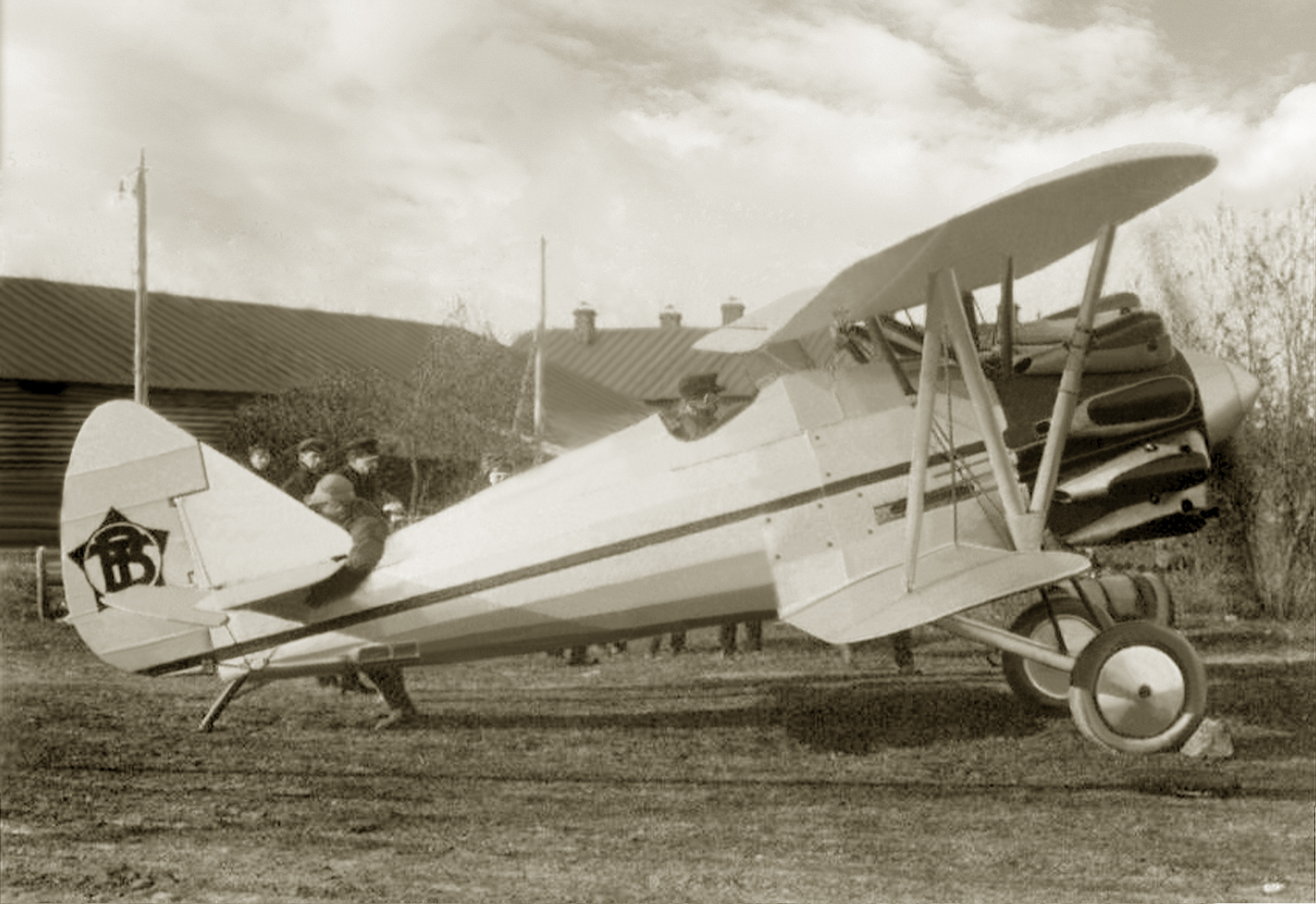
První prototyp VT-11 před zalétávacím letem s pilotem Buchgolcem v kokpitu

28. března 1930 prověřila komise vojenského letectva maketu letounu a dala pokyn k výrobě tří prototypů. První VT-11 zalétal zkušební pilot Benedikt L. Buchgolc již 28. dubna 1930. Byl poháněn výškovou pohonnou jednotkou Gnome-Rhône Jupiter VII s aerodynamicky kapotovanými válci se štěrbinami pro vstup a výstup chladicího vzduchu. Výzbroj tvořila dvojice synchronizovaných kulometů PV-1 ráže 7,62 mm. Druhý prototyp „Klim Vorošilov“ byl tvarově shodný, avšak s nevýškovým motorem Jupiter VI. Třetí vyrobený letoun „Podarok 16. partijnomu sjezdu“ byl poháněn sovětským hvězdicovým devítiválcem M-15 závodu Motor o výkonu 330 kW, opatřeným prstencem typu Townend. Poprvé vzlétl 1. července 1930 a po letových zkouškách bylo ihned rozhodnuto o sériové výrobě. Po následných porovnávacích testech s prototypy I-6 byl do velkosériové výroby vybrán I-5 pro svou jednodušší výrobní technologii. V létech 1930 až 1931 piloti Vědeckovýzkumného ústavu Vojenských vzdušných sil V. Stěpančjonok, A. Asimov, I. Petrov a I. Kozlov všestranně I-5 testovali, vypracovávali pro VVS metodické pokyny pro jejich používání u leteckých jednotek a prověřovali teoretické koncepce taktiky vzdušného boje. Účastnili se rovněž leteckých přehlídek a I-5 předváděli představitelům strany a státu.
V srpnu a září 1930 se vývojovému závodu podařilo postavit sedm letounů ověřovací série s instalovanými vzduchem chlazenými devítiválci M-22 s dvoulistou kovovou vrtulí, což byla sovětská licenční verze motorů Jupiter VI. Pod vedením ing. I. M. Kostkina pak probíhala příprava výrobní dokumentace a samotné produkce v dosud dostavovaném závodě č. 21 leteckého průmyslu v Nižním Novgorodu. Skutečná sériová výroba byla zahájena roku 1932 s ukončením v roce 1934. V tomto období vznikly dva kusy dvoumístné cvičné verze, které byly překonstruovány ze sériových strojů.

## Nasazení

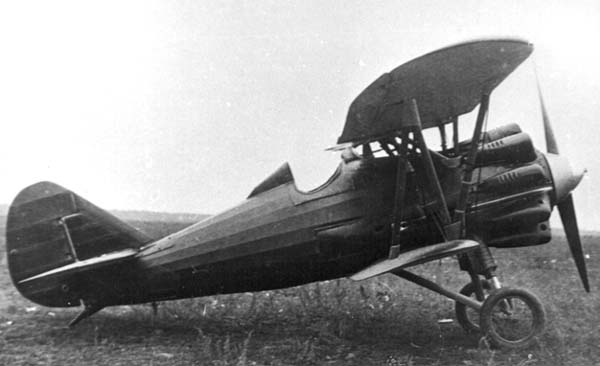
Polikarpov I-5

Letouny Polikarpov I-5 tvořily jádro výzbroje stíhacích útvarů ve všech oblastech SSSR do roku 1935. Do napadení SSSR v roce 1941 sloužily k výcviku.
I-5 posloužily i při prvních pokusech typu Zvěno podle návrhu V. S. Vachmistrova. Dva stroje byly připevněny na křídlo dvoumotorového TB-1 a v září 1933 spolu vzlétly jako Zvěno 1a. V srpnu 1934 se zkoušelo Zvěno 2 složené z TB-3 a tří I-5. V obou případech se letouny během akce úspěšně odpoutaly.

## Specifikace

Polikarpov I-5

Údaje dle

### Technické údaje
- Osádka: 1
- Rozpětí: 10,24 m
- Délka: 6,78 m
- Výška: 3,00 m
- Nosná plocha: 21,25 m²
- Plošné zatížení: 63,765 kg/m²
- Hmotnost prázdného letounu: 943 kg
- Vzletová hmotnost: 1355 kg
- Maximální vzletová hmotnost: 1395 kg
- Pohonná jednotka:

### Výkony
- Maximální rychlost u země: 278 km/h
- Maximální rychlost v 5000 m: 252 km/h
- Cestovní rychlost: 225 km/h
- Přistávací rychlost: 95 km/h
- Stoupavost: 8,92 m/s
- Výstup na 1000 m: 1,6 min
- Výstup na 3000 m: 5,6 min
- Dostup: 7300 m
- Dolet: 660 km